# ハミルトン (イリノイ州)
ハミルトン（Hamilton）は、アメリカ合衆国のイリノイ州ハンコック郡にある町である。イリノイ州の西に位置する。2000年の調査で人口は1055人。